# Roy Z
Roy Z, né Roy Ramirez en février 1968, à Los Angeles est un guitariste, compositeur et producteur américain. Il est principalement connu pour son travail avec Sepultura, Bruce Dickinson d'Iron Maiden, ou Rob Halford de Judas Priest.
Lorsque Bruce Dickinson a quitté Iron Maiden en 1993, Roy Z a signé avec Dave Ingraham (batterie) et Eddie Casillas (basse), membres de Tribe Of Gypsies. Ainsi est né l'album éclectique Balls to Picasso, contenant la ballade Tears of the Dragon. En 1996, il sort son premier album studio du même nom avec Tribe of Gypsies.
Après le projet de Dickinson, Skunkworks, Roy Z retourne en studio avec le chanteur et en 1997 avec Ingraham, Casillias et le guitariste/compositeur Adrian Smith, également ex-Maiden à l'époque, ils produisent Accident of Birth, acclamé par la critique et qui devient le album métal de l'année. En 1998, le même line-up crée The Chemical Wedding, un album concept aux tonalités sombres et épiques.

## Discographie

### AvecBruce Dickinson
- 1994 Balls to Picasso (Album studio)
- 1997 Accident of Birth (Album studio)
- 1998 The Chemical Wedding (Album studio)
- 1999 Scream for Me Brazil (Album studio)
- 2002 The Best of Bruce Dickinson (Compilation)
- 2005 Tyranny of Souls (Album studio)
- 2006 Anthology (DVD)
- 2024 The Mandrake Project (Album studio)
- 2024 Resurrection Men (Single)

### AvecTribe of Gypsies
- 1996 Tribe of Gypsies
- 1997 Nothing Lasts Forever
- 1998 Revolucion 13
- 2000 Standing on the Shoulders of Giants
- 2006 Dweller on the Threshold

### AvecWarrior
- 1998 Ancient Future

### AvecRob Rock
- 2000 Rage of Creation
- 2003 Eyes of Eternity
- 2005 Holy Hell
- 2007 Garden of Chaos

### AvecDriver
- 2008 Sons of Thunder

### AvecGlenn Hughes
- 2000 From the Archives Volume I - Incense & Peaches

### AvecW.A.S.P.
- 2001: Unholy Terror (lead guitar sur Who Slayed Baby Jane ? et Wasted White Boys).

### AvecHalford
- 2009: Halford III: Winter Songs
- 2010: Halford IV: Made of Metal

## Producteur
- 1994 Downset - Downset
- 1995 Klover - Beginning to End (EP)
- 1995 Klover - Feel Lucky Punk
- 1996 Life After Death - Life After Death
- 1996 Tribe of Gypsies - Tribe of Gypsies
- 1997 Bruce Dickinson - Accident of Birth
- 1997 Downset - Do We Speak a Dead Language ?
- 1997 Last Temptation - Last Temptation Sonic
- 1997 Roadsaw - Nationwide
- 1997 Tribe of Gypsies - Nothing Lasts Forever
- 1998 Bruce Dickinson - The Chemical Wedding
- 1998 Tribe of Gypsies - Revolucion 13
- 1999 Bruce Dickinson - Scream for Me Brazil
- 2000 Downset - Check Your People
- 2000 Halford - Resurrection
- 2000 Helloween - The Dark Ride
- 2000 Rob Rock - Rage of Creation
- 2000 Tribe of Gypsies - Standing on the Shoulders of Giants
- 2002 Halford - Crucible
- 2002 Bruce Dickinson - The Best of Bruce Dickinson
- 2003 Rob Rock - Eyes of Eternity
- 2005 Judas Priest - Angel of Retribution (il a co-écrit le titre Deal With The Devil)
- 2005 Bruce Dickinson - Tyranny of Souls
- 2005 Rob Rock - Holy Hell
- 2007 Sebastian Bach - Angel Down
- 2007 Andre Matos - Time to Be Free
- 2007 Rob Rock - Garden of Chaos
- 2008 Yngwie Malmsteen -  Perpetual Flame
- 2008 Driver - Sons of Thunder (Driver album)
- 2009 Wolf -  Ravenous
- 2009 Massacration -  Good Blood Headbanguers
- 2009 Halford - Halford III: Winter Songs
- 2010 Halford - Halford IV: Made of Metal
- 2011 Sepultura - Kairos
- 2011 DownSiid - Life of Lies